# Mordercza zaraza
Mordercza zaraza (tytuł oryg. The Plague) – amerykański film fabularny (horror) z 2006 roku, napisany i wyreżyserowany przez Hala Masonberga, opowiadający o bezwzględnej pladze, za sprawą której wszystkie dzieci poniżej dziewiątego roku życia zapadają w śpiączkę.

## Fabuła
W 1983 roku świat obiega bezwzględna plaga. Wszelkie dzieci poniżej dziewiątego roku życia zapadają w śpiączkę. Przez najbliższą dekadę każdy poczęty potomek rodzi się w stanie katatonii. Gdy po dziesięciu latach młodzi budzą się i wstają z łóżek, nikt nie jest szczęśliwy. Ofiary podejrzanej epidemii kierowane są przez jeden tylko cel – chcą zabić wszystkich dorosłych.

## Obsada
- James Van Der Beek − Tom Russell
- Ivana Miličević − Jean Raynor
- Brad Hunt − Sam Raynor
- Joshua Close − Kip
- Brittany Scobie − Claire
- Bradley Sawatzky − Nathan Burgandy
- John P. Connolly − szeryf Cal Stewart
- Dee Wallace − Nora
- John Ted Wynne − dr. Jenkins
- Arne McPherson − David

## Realizacja i wydanie filmu
Film znany jest z kontrowersji, jakie narosły wokół jego realizacji i wydania. Choć Masonberg tworzył projekt osiem lat, wytwórnia przejęła od niego gotowy obraz i dotkliwie go przemontowała. Współproducent Clive Barker swoją decyzję poparł stwierdzeniem, że wersja Hala Masonberga okazała się „niedostatecznie krwawa”. Wizja Masonberga miała odwołać się do tradycji klasycznych horrorów. Niektóre wydawnictwa nadały filmowi tytuł Clive Barker's The Plague. Premiera obrazu nastąpiła 5 września 2006 roku. Film spotkał się z dystrybucją w krajach Europy i Azji. W Polsce produkcję dystrybuowano nakładem Imperialu − Cinepix jako Morderczą zarazę. Premiera miała miejsce 27 listopada 2006. Reżyser samodzielnie, o własnych kosztach zmontował wersję producencką, odpowiednią jego wstępnym oczekiwaniom. Dotąd nie spotkała się ona z komercyjną dystrybucją, jednak Masonberg walczy o wydanie właściwej edycji swojego obrazu.